# 国道43号

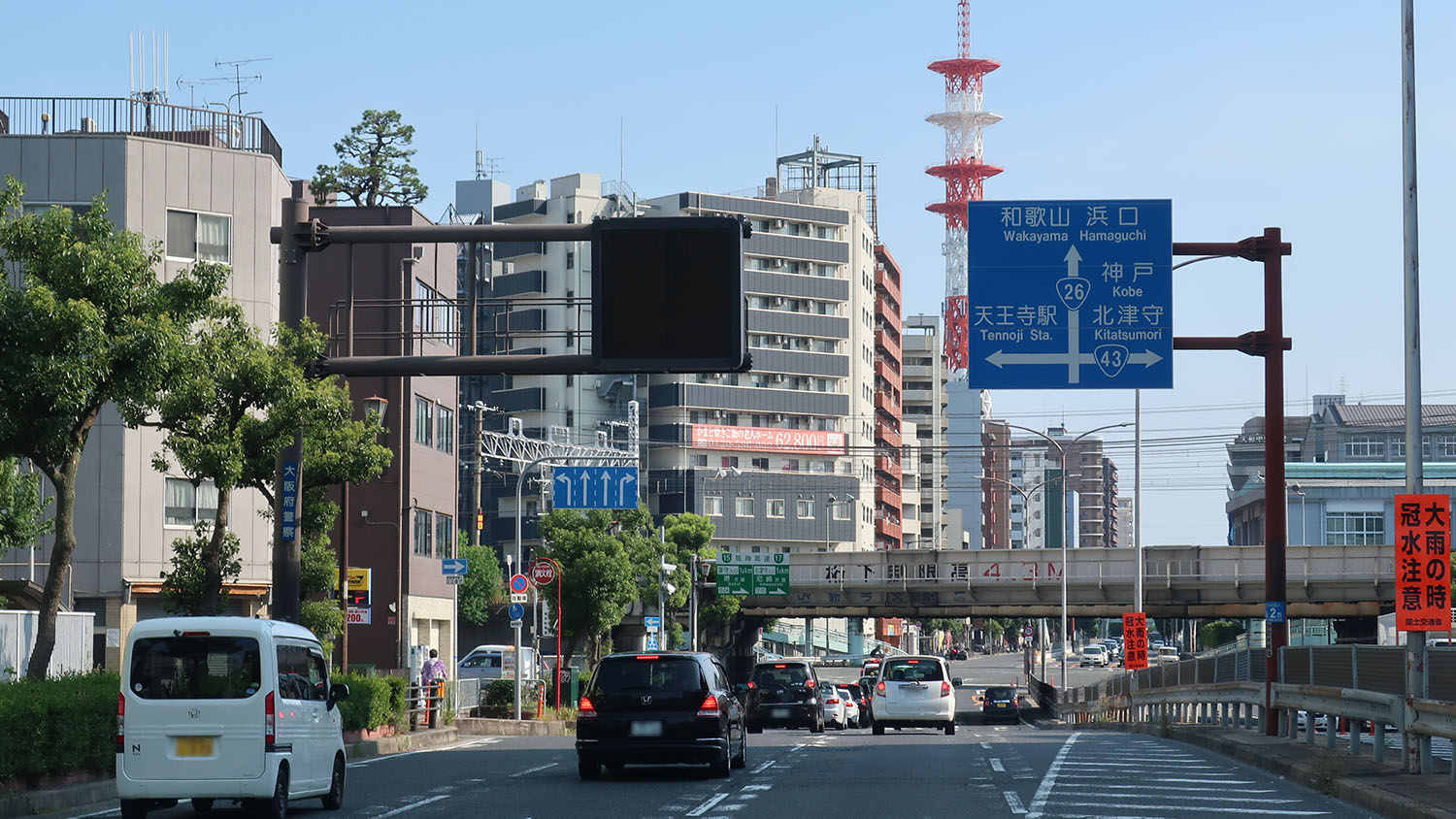
国道43号 起点
大阪府大阪市西成区 花園北交差点

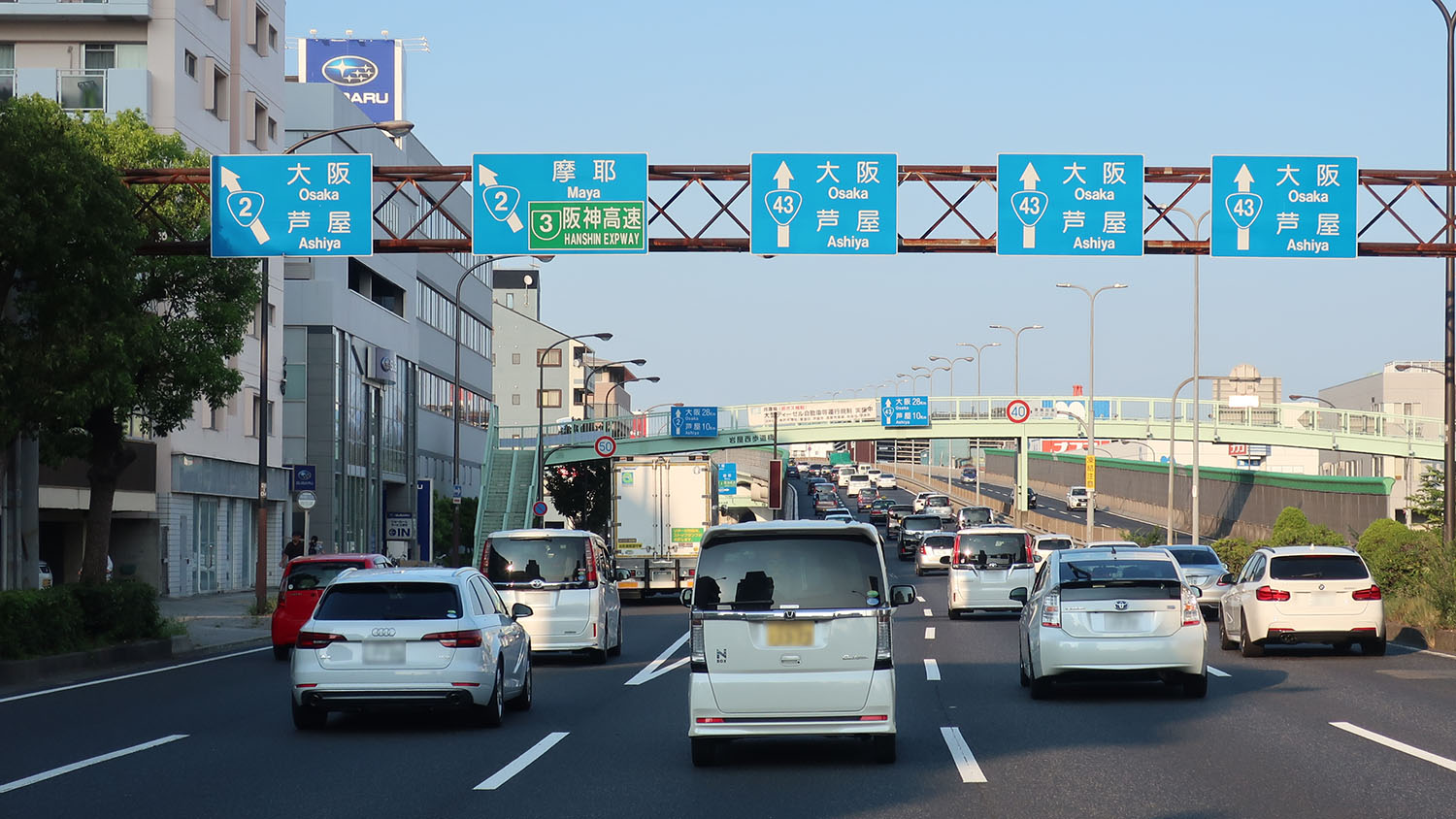
国道43号 終点
兵庫県神戸市灘区 岩屋交差点

国道43号（こくどう43ごう）は、大阪府大阪市西成区から兵庫県神戸市灘区に至る一般国道である。

## 概要

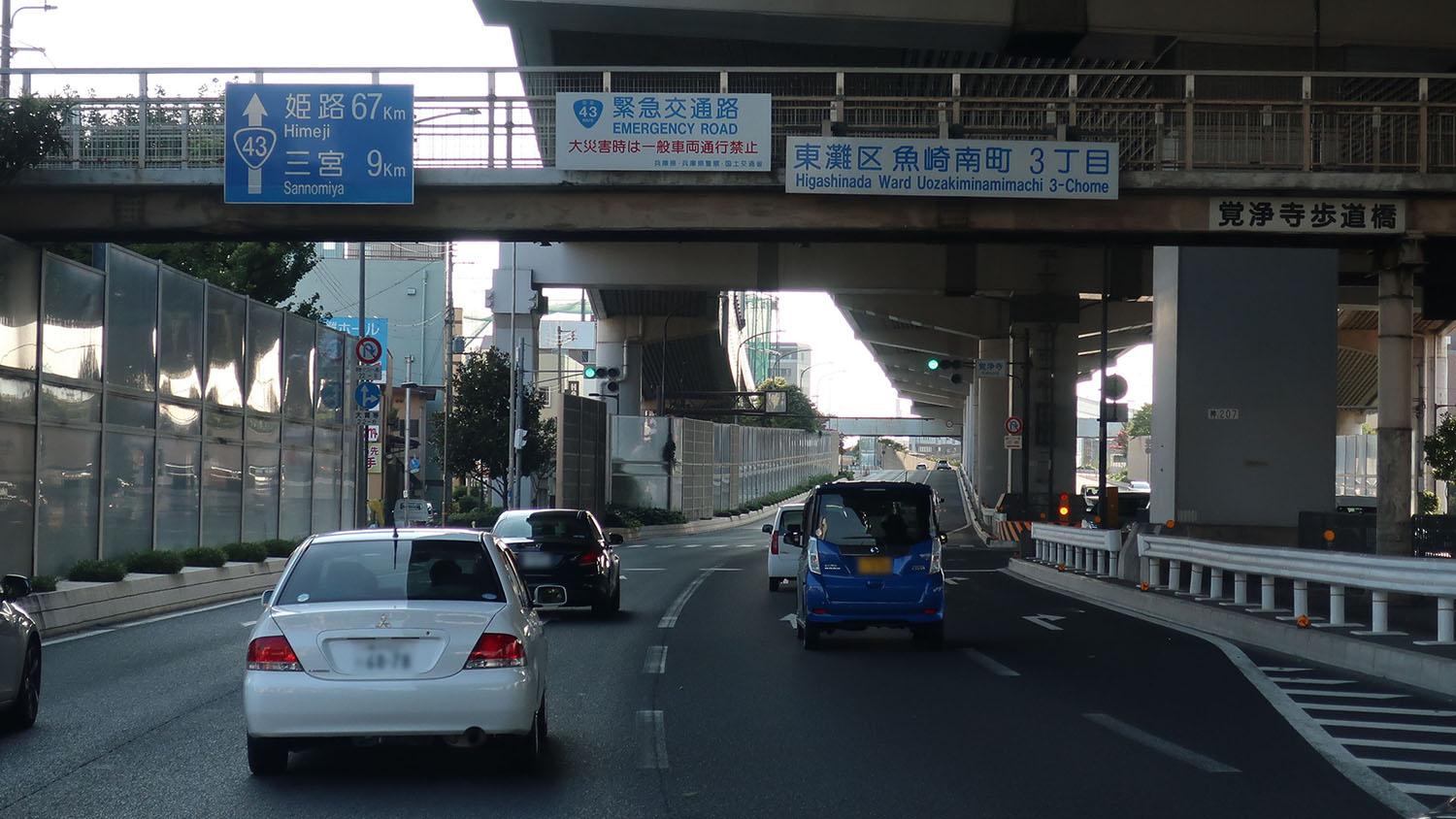
兵庫県神戸市東灘区魚崎南町
（2019年8月）

大阪 - 神戸間の交通インフラの一翼を担う道路で、国道2号、阪急神戸本線、阪神本線、JR西日本東海道本線などと並走する。大阪市西淀川区出来島2丁目以西は全区間阪神高速3号神戸線が真上を通り、阪神高速17号西大阪線の全区間はこの国道43号と並行に経路をとる。尼崎 - 西宮間は往時の中国街道（中国路、浜街道）と、西宮 - 神戸間は西国浜街道および明治・大正時代の国道とほぼ重なる区間をとっている。
かつて高度経済成長期に増え続けた自動車交通量が深刻な大気汚染を引き起こし、西淀川公害訴訟では自動車排気ガスの健康被害が初めて認められた。これを受けて、速度規制、逆位相による防音措置、多数のオービス設置などの処置が施された。
西淀川公害訴訟の結果に加え、1995年（平成7年）の兵庫県南部地震（阪神・淡路大震災）の被災・復興も兼ねて国道43号は広域防災帯に位置づけられ、両側車線数削減を実施し用地買収がなされている。このため、開通当時は片側5車線だったが、その後緑地帯の追加措置で片側4車線となり、震災後は阪神高速湾岸線へ交通移動も考慮し片側3車線となっている。さらに歩道を挟んで外側に、緑地が確保されている場所もある。また、西淀川公害訴訟の原告団は、時間帯を区切るかたちでの罰則付きでの大型車規制を盛り込んだルールの制定を求めていたが、同訴訟の和解内容に盛り込まれていなかったことや、原告の高齢化などの事情で断念し、「環境レーン」を設けるかたちで、罰則無しでの規制を実施し、通行禁止を事実上断念することになった。

### 路線データ
一般国道の路線を指定する政令に基づく起終点および重要な経過地は次のとおり。
- 起点：大阪市（西成区、花園北交差点 = 国道26号交点）
- 終点：神戸市（灘区、岩屋交差点 = 国道2号交点、兵庫県道491号摩耶埠頭線終点）
- 重要な経過地：尼崎市（東本町）、西宮市（本町）、芦屋市（平田町）
- 総延長 : 30.0 km（大阪市 9.8 km、兵庫県 12.7 km、神戸市 7.5 km）[4][注釈 3]
- 重用延長 : なし[4][注釈 3]
- 未供用延長 : なし[4][注釈 3]
- 実延長 : 30.0 km（大阪市 9.8 km、兵庫県 12.7 km、神戸市 7.5 km）[4][注釈 3]
  - 現道 : 30.0 km（大阪市 9.8 km、兵庫県 12.7 km、神戸市 7.5 km）[4][注釈 3]
  - 旧道 : なし[4][注釈 3]
  - 新道 : なし[4][注釈 3]
- 指定区間：大阪市西成区出城一丁目1番 - 神戸市灘区岩屋南町3番（全線）[5]

## 歴史
大正時代まで、大阪 - 神戸間の交通は中国街道に頼ってきたが、車のすれ違いもままならない狭い道であったことから、のちに国道2号となる「阪神国道」（第一阪神国道）が整備され、1927年（昭和2年）に開通した。しかし、周辺市街地や阪神工業地帯の発展により、昭和10年代には阪神国道も増え続ける交通量に対応できなくなってくると、これに代わる道路建設を求める世論の声が高まってゆく。戦後の1946年（昭和21年）から、のちに「第二阪神国道」とよばれる道路の用地取得が始められた。戦前より市街地として発展してきた阪神間に、新たに広大な道路用地が確保できたのは、戦時疎開の名目で周辺住民や商店を追い出していたためだともいわれている。阪神国道（国道2号）の交通渋滞を緩和するために、この大阪市西成区より神戸市灘区に至る道路がはじめて国道に指定されたのは1953年（昭和28年）5月の二級国道の第一次路線指定のときで、「二級国道173号大阪神戸線」として指定を受けている。それがのちに、国道としての重要性が評価されて、1958年（昭和33年）9月の一級国道路線の第二次指定により二級国道3路線が一級国道に追加された中の路線の一つとして「一級国道43号」への昇格を果たし、同時に「二級国道173号大阪神戸線」は廃止された。その後、1965年（昭和40年）4月の道路法改正に伴い、一級国道・二級国道が廃止統合されて「一般国道43号」となる。
1970年（昭和45年）、大阪万博開催を機に片側5車線の道路が完成。増大し続ける交通量に対応するように、さらに1970年代に国道43号上に高架構造で阪神高速道路公団の管理する自動車専用道路「阪神高速3号神戸線」が建設され、1981年（昭和56年）に全線供用された。急激に増えた自動車やトラックの交通量は、沿道住人には耐えがたいほどの騒音と振動と、排気ガスがもたらした喘息などの公害病も引き起こし、ついには沿道住民は国と阪神高速道路公団に対して、国道43号線道路公害訴訟をおこした。数度に及んだ訴訟は最高裁まで争われ、裁判では国道43号および阪神高速道路が沿道住民に与える苦痛は受忍限度を超える違法的なものと認定され、その対策が打たれることとなった。
1976年（昭和51年）5月1日、西宮市本町地内に速度違反自動取締装置が設置された。その後、1年の間に交通事故の減少などの効果が認められたため、全国に普及する契機となった。

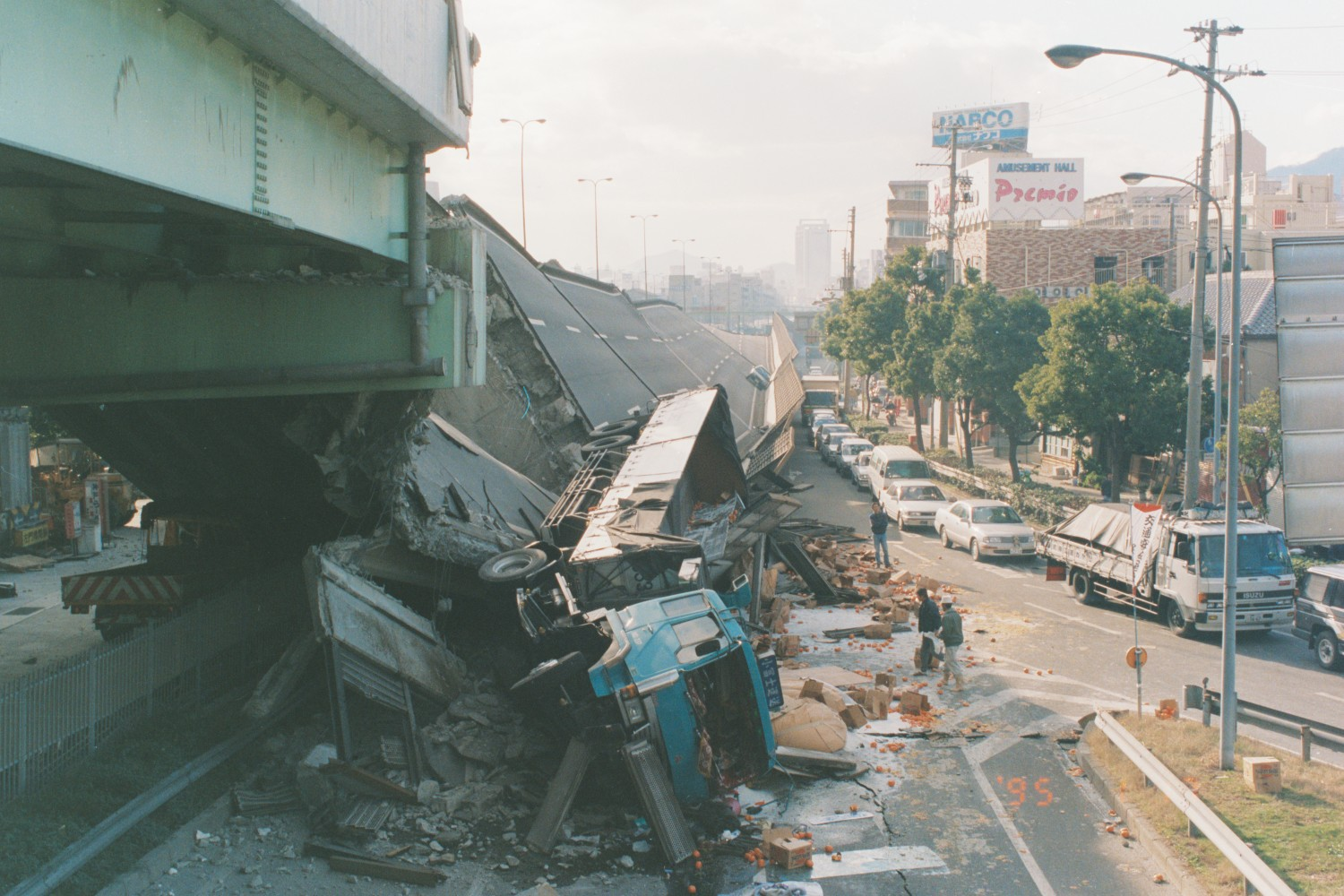
阪神・淡路大震災発生時の
神戸市灘区岩屋交差点周辺
1995年1月17日

阪神高速3号神戸線全線供用後の1982年（昭和57年）、片側5車線あった道路は4車線へ削減。1995年（平成7年）に発生した阪神淡路大震災では、国道43号上を走る高架の阪神高速道路が倒壊して大きな被害が出た。震災復興事業により国道43号を再整備したときには、車線数をさらに削減して片側3車線とし、もともと道路があった場所にはさらなる騒音防止を目的として防音壁の設置や街路樹の植樹が行われた。

### 年表
- 1953年（昭和28年）5月18日 - 二級国道173号大阪神戸線（大阪市 - 神戸市）として指定施行[10]。
- 1958年（昭和33年）9月30日 - 一級国道に昇格し、一級国道43号（大阪市 - 神戸市）として指定施行[11]。国道173号は1963年（昭和38年）まで欠番となる。
- 1965年（昭和40年）4月1日 - 道路法改正により一級・二級区分が廃止されて一般国道43号として指定施行[3]。

## 路線状況

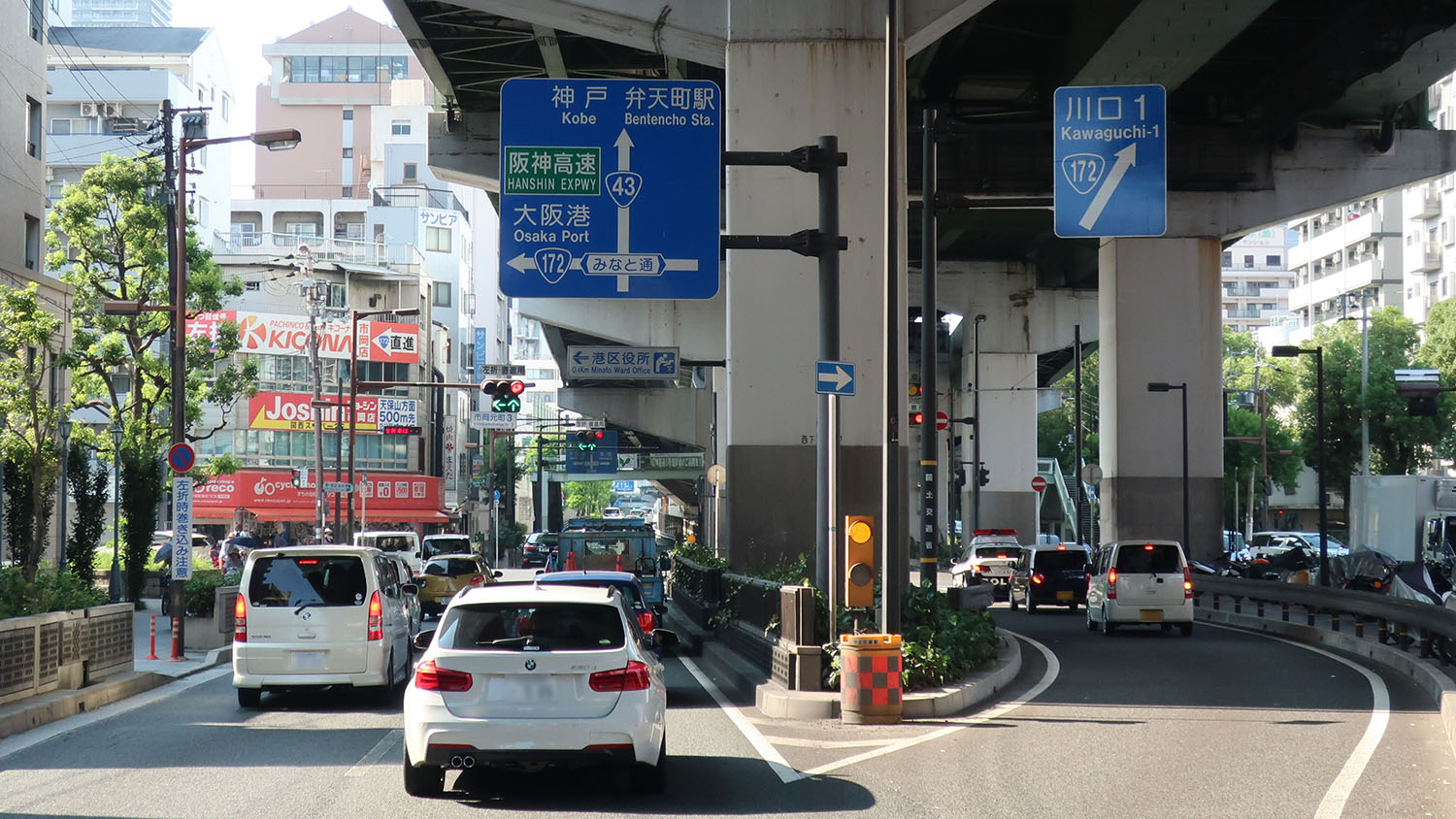
国道172号への交差
大阪府大阪市港区

多くの区間で、速度規制40 km/h（一部区間で50 km/h）に制限速度は抑えられており、オービスが多数設置されている。沿道住民の生活環境に配慮して、振動や騒音の影響を少しでも抑制するために、兵庫県内では通常の交通ルールとは反対に、大型車両は一番右側の中央線寄りのレーンを走行する通行規制が敷かれている。
大阪市西淀川区出来島から港区安治川大橋までの5 kmほどの区間は連続立体交差となっている。大阪市内では、国道172号（みなと通）と交差する市岡元町3交差点を中心に、大正通と交差する泉尾交差点、中央大通と交差する弁天町駅前交差点で渋滞が頻発する。

### 通称
- 二国（にこく）

兵庫県内では、「こくどう」と呼ばれる「第一阪神国道」（国道2号）の0.5 kmから1.5 kmほど南側に並行していることから、「第二阪神国道」→「にこく」と呼ばれる。しかし、近年では国道2号を「にこく」と略称することも多い。
- 43（よんさん）

国土交通省が機関紙として『よんさん』を発行し、この「よんさん」が「二国（にこく）」に代わる国道43号の通称になりつつある。

### 道路施設

#### 橋梁
- 大阪府
  - 安治川大橋（安治川・六軒屋川、大阪市港区 - 大阪市此花区）
  - 正蓮寺橋（阪神高速2号淀川左岸線、大阪市此花区）
  - 新伝法大橋（下り線：淀川、大阪市此花区 - 大阪市西淀川区）
  - 伝法大橋（上り線：淀川、大阪市此花区 - 大阪市西淀川区）
  - 出来島大橋（出来島川、大阪市西淀川区）
  - 中島大橋（中島川、大阪市西淀川区）
  - 辰巳橋（左門殿川、大阪市西淀川区 - 兵庫県尼崎市）
- 兵庫県
  - 庄下川橋（庄下川、尼崎市）
  - 蓬川橋（蓬川、尼崎市）
  - 武庫川橋（武庫川、尼崎市 - 西宮市）
  - 津門川橋（津門川、西宮市）
  - 宮川橋（宮川、芦屋市）
  - 芦屋川橋（芦屋川、芦屋市）
  - 高橋川橋（高橋川、神戸市東灘区）
  - 天上川橋（天上川、神戸市東灘区）
  - 住吉川橋（住吉川、神戸市東灘区）
  - 石屋川橋（石屋川、神戸市東灘区）

### 車線・最高速度
| 区間                                 | 車線 上下線=上り線+下り線 | 最高速度 | 備考                                 |
| ------------------------------------ | ------------------------- | -------- | ------------------------------------ |
| 花園北交差点 - 南開交差点            | 6=3+3                     | 50 km/h  |                                      |
| 南開交差点 - 中開3北交差点           | 8=4+4                     | 50 km/h  |                                      |
| 中開3北交差点 - 北津守ランプ前交差点 | 6=3+3                     | 50 km/h  |                                      |
| 北津守ランプ前交差点 - 北津守出入口  | 6=3+3                     | 40 km/h  | 阪神高速17号西大阪線と並行           |
| 北津守出入口 - 大正東出入口          | 2=1+1                     | 40 km/h  | 阪神高速17号西大阪線と並行           |
| 大正東出入口 - 泉尾交差点            | 4=2+2                     | 40 km/h  | 阪神高速17号西大阪線と並行           |
| 泉尾交差点 - 泉尾商店街前交差点      | 6=3+3                     | 40 km/h  | 阪神高速17号西大阪線と並行           |
| 泉尾商店街前交差点 - 大正西出入口    | 4=2+2                     | 40 km/h  | 阪神高速17号西大阪線と並行           |
| 大正西出入口付近                     | 2=1+1                     | 40 km/h  | 阪神高速17号西大阪線と並行           |
| 大正西出入口付近 - 弁天町駅前交差点  | 4=2+2                     | 40 km/h  | 阪神高速17号西大阪線と並行           |
| 弁天町駅前交差点 - 安治川大橋南詰    | 6=3+3                     | 40 km/h  | 阪神高速17号西大阪線と並行           |
| 安治川大橋南詰 - 安治川出入口        | 4=2+2                     | 40 km/h  | 阪神高速17号西大阪線と並行           |
| 安治川出入口 - 中島大橋交差点        | 8=4+4                     | 40 km/h  | 本線・側道各4車線                    |
| 中島大橋交差点 - 岩屋交差点          | 6=3+3                     | 40 km/h  | 阪神高速3号神戸線と並行 旧10車線区間 |

※大阪府、兵庫県とも40 km/h区間には「環境対策」の補助標識が設置されている。兵庫県内では「市内全域」から交換されたが、速度自動監視機設置路線を示す四角い青色標識に40 km/hのイラストを描いたものは「市内全域（高・中速車を塗り潰した跡がある）」のまま存置されている。

## 地理
甲子園球場やユニバーサル・スタジオ・ジャパンが道路沿線上にあり、関西地域を代表する大幹線道路となっている。

### 通過する自治体
- 大阪府

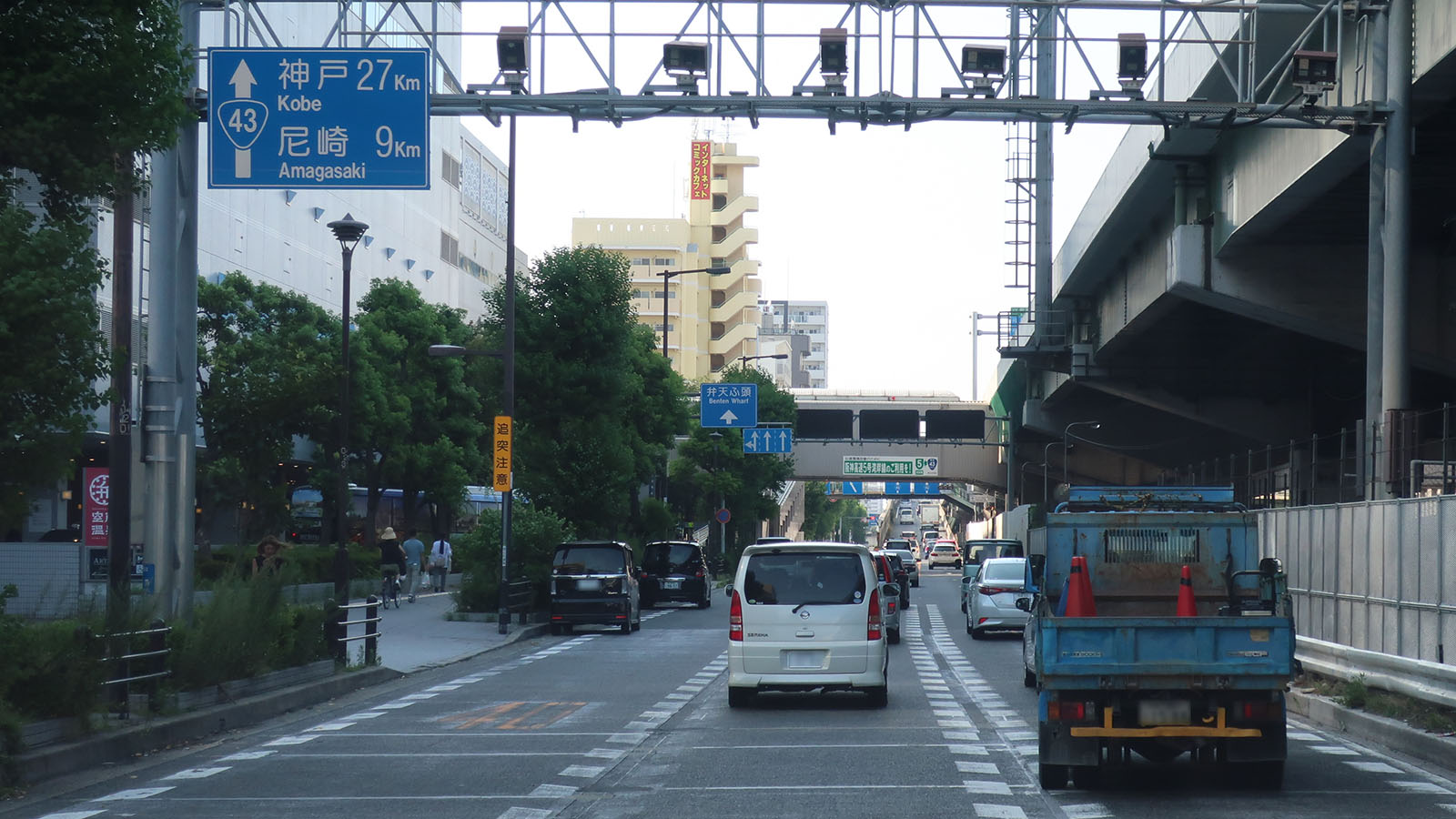
大阪府大阪市港区弁天1丁目
（2019年8月）

  - 大阪市（西成区 - 大正区 - 港区 - 此花区 - 西淀川区）
- 兵庫県
  - 尼崎市 - 西宮市 - 芦屋市 - 神戸市（東灘区 - 灘区）

### 交差する道路
| 交差する道路                                   | 都道府県名 | 市町村名 | 市町村名 | 交差する場所        | 交差する場所         |
| ---------------------------------------------- | ---------- | -------- | -------- | ------------------- | -------------------- |
| 国道26号                                       | 大阪府     | 大阪市   | 西成区   | 花園北1丁目         | 花園北交差点 / 起点  |
| 大阪府道41号大阪伊丹線 / なにわ筋              | 大阪府     | 大阪市   | 西成区   | 中開2丁目           | 中開交差点           |
| 大阪府道29号大阪臨海線 / 新なにわ筋            | 大阪府     | 大阪市   | 西成区   | 中開3丁目           | 中開3北交差点        |
| 大阪府道29号大阪臨海線                         | 大阪府     | 大阪市   | 西成区   | 北津守2丁目         | 北津守ランプ前交差点 |
| 阪神高速17号西大阪線                           | 大阪府     | 大阪市   | 西成区   | 北津守2丁目         | 17-01 北津守出入口   |
| 阪神高速17号西大阪線                           | 大阪府     | 大阪市   | 大正区   | 千島丁目            | 17-02 大正東出入口   |
| 大阪府道173号大阪八尾線 / 大正通               | 大阪府     | 大阪市   | 大正区   | 泉尾4丁目           | 泉尾交差点           |
| 大阪市道浪速鶴町線 / 大浪通                    | 大阪府     | 大阪市   | 大正区   | 泉尾4丁目           | 泉尾公園前交差点     |
| 阪神高速17号西大阪線                           | 大阪府     | 大阪市   | 大正区   | 泉尾7丁目           | 17-03 大正西出入口   |
| 国道172号 / みなと通                           | 大阪府     | 大阪市   | 港区     | 市岡元町3丁目       | 市岡元町3交差点      |
| 阪神高速17号西大阪線                           | 大阪府     | 大阪市   | 港区     | 市岡元町3丁目       | 17-04 弁天町出入口   |
| 大阪市道築港深江線 / 中央大通                  | 大阪府     | 大阪市   | 港区     | 弁天1丁目           | 弁天町駅前交差点     |
| 阪神高速17号西大阪線                           | 大阪府     | 大阪市   | 港区     | 弁天5丁目           | 17-05 安治川出入口   |
| 大阪市道福島桜島線 〈北港通〉                  | 大阪府     | 大阪市   | 此花区   | 梅香3丁目           | 梅香交差点           |
| 大阪市道福町浜町線 / 姫島通                    | 大阪府     | 大阪市   | 西淀川区 | 福町2丁目           | 福町交差点           |
| 大阪府道101号大和田千舟線                      | 大阪府     | 大阪市   | 西淀川区 | 大野1丁目           |                      |
| 大阪府道10号・兵庫県道100号大阪池田線 / 淀川通 | 大阪府     | 大阪市   | 西淀川区 | 大野1丁目           | 大和田西交差点       |
| 阪神高速3号神戸線                              | 兵庫県     | 尼崎市   | 尼崎市   | 東本町1丁目         | 3-06 尼崎東出口      |
| 兵庫県道339号昭和東本町線                      | 兵庫県     | 尼崎市   | 尼崎市   | 東本町3丁目         | 東本町交差点         |
| 兵庫県道57号尼崎港線 / 玉江橋線 重複区間起点   | 兵庫県     | 尼崎市   | 尼崎市   | 西本町1丁目         | 西本町交差点         |
| 兵庫県道57号尼崎港線 / 五合橋線                | 兵庫県     | 尼崎市   | 尼崎市   | 西本町3丁目         | 五合橋               |
| 兵庫県道341号甲子園尼崎線                      | 兵庫県     | 尼崎市   | 尼崎市   | 西向島町            | 出屋敷交差点         |
| 阪神高速3号神戸線                              | 兵庫県     | 尼崎市   | 尼崎市   | 道意町6丁目         | 3-07 尼崎西出入口    |
| 兵庫県道192号尼崎港崇徳院線                    | 兵庫県     | 尼崎市   | 尼崎市   | 武庫川町2丁目       | 武庫川交差点         |
| 阪神高速3号神戸線                              | 兵庫県     | 西宮市   | 西宮市   | 池開町              | 3-08 武庫川出入口    |
| 兵庫県道340号浜甲子園甲子園口停車場線          | 兵庫県     | 西宮市   | 西宮市   | 甲子園七番町        | 甲子園球場前交差点   |
| E1 名神高速道路                                | 兵庫県     | 西宮市   | 西宮市   | 今津久寿川町        | 38 西宮IC            |
| 兵庫県道343号今津港津門大箇線                  | 兵庫県     | 西宮市   | 西宮市   | 今津社前町          | 西宮インター交差点   |
| 兵庫県道342号甲子園六湛寺線 重複区間起点       | 兵庫県     | 西宮市   | 西宮市   | 用海町              |                      |
| 兵庫県道342号甲子園六湛寺線 重複区間起点       | 兵庫県     | 西宮市   | 西宮市   | 用海町              | 用海交差点           |
| 兵庫県道193号西宮港線                          | 兵庫県     | 西宮市   | 西宮市   | 宮前町              | 戎前交差点           |
| 阪神高速3号神戸線                              | 兵庫県     | 西宮市   | 西宮市   | 宮前町              | 3-10 西宮出入口      |
| 阪神高速3号神戸線                              | 兵庫県     | 芦屋市   | 芦屋市   | 大東町              | 3-11 芦屋出入口      |
| 兵庫県道344号奥山精道線                        | 兵庫県     | 芦屋市   | 芦屋市   | 精道町              | 精道交差点           |
| 兵庫県道722号東灘芦屋線                        | 兵庫県     | 神戸市   | 東灘区   | 深江南町4丁目       | 深江交差点           |
| 阪神高速3号神戸線                              | 兵庫県     | 神戸市   | 東灘区   | 青木（おおぎ）1丁目 | 3-12 深江出入口      |
| 兵庫県道345号本山本庄線                        | 兵庫県     | 神戸市   | 東灘区   | 青木5丁目           |                      |
| 阪神高速3号神戸線                              | 兵庫県     | 神戸市   | 東灘区   | 魚崎南町5丁目       | 3-13 魚崎出入口      |
| 兵庫県道95号灘三田線                           | 兵庫県     | 神戸市   | 東灘区   | 御影塚町4丁目       | 東明交差点           |
| 国道2号 国道171号 重複 兵庫県道491号摩耶埠頭線 | 兵庫県     | 神戸市   | 灘区     | 味泥町              | 岩屋交差点 / 終点    |

### 交差する鉄道
- 南海高野線
- 桜島線
- 阪神武庫川線
- 神戸新交通六甲アイランド線

### 沿線
- 大阪市
  - 泉尾公園（大正区）
  - ユニバーサル・スタジオ・ジャパン（此花区）
- 尼崎市
  - 尼崎競艇場
  - アマドゥ（ショッピングモール）
  - 元浜緑地
  - 尼崎21世紀の森
- 西宮市
  - 武庫川女子大学中央キャンパス
  - 阪神鳴尾浜球場
  - 阪神甲子園球場
  - 西宮神社
  - 西宮市大谷記念美術館
- 芦屋市
  - 芦屋市役所
  - 芦屋市立美術博物館
  - 谷崎潤一郎記念館
- 神戸市
  - 神戸大学海事科学部
  - ハーバーハイウェイ
- 鉄道
  - JR西日本大阪環状線（弁天町駅・新今宮駅）
  - 南海電気鉄道 新今宮駅
  - Osaka Metro中央線 弁天町駅
  - 阪神本線・阪神なんば線・阪神武庫川線各駅
- 阪神工業地帯
- 神戸製鋼所
- JFEスチール
- 新明和工業
- AGC
- 日本山村硝子
- 新日鐵住金
- 三菱電線工業
- 住友電工
- 住友化学